# Atletica leggera ai Giochi della VII Olimpiade - Staffetta 4×100 metri

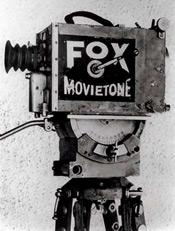
video della finale (durata: 53")

La competizione della staffetta 4×100 metri  di atletica leggera ai Giochi della VII Olimpiade si tenne i giorni 21 e 22 agosto 1920 allo Stadio Olimpico di Anversa.

## L'eccellenza mondiale
| Record mondiale e olimpico: 1912 | 42”3 | Germania | Non invitata |

## Risultati

### Batterie
- (Tra parententesi i tempi stimati)

| Pos. | Nazione     | Atleti                                                        | Tempo         |
| ---- | ----------- | ------------------------------------------------------------- | ------------- |
| 1    | Stati Uniti | Charlie Paddock Jackson Scholz Loren Murchison Morris Kirksey | 43"0          |
| 2    | Lussemburgo | Jean Colbach Paul Hammer Jean Proess Alex Servais             | (44"4)        |
| 3    | Spagna      | Félix Mendizábal Diego Ordóñez Carlos Botín Federico Reparaz  | (44"6)        |
| .    | Italia      | Vittorio Zucca Giovanni Orlandi Giorgio Croci Mario Riccoboni | (43"6) Squal. |
| .    | Norvegia    | Bjarne Guldager Erling Aastad Asle Bækkedal Rolf Stenersen    | (44"0) Squal. |

| Pos. | Nazione       | Atleti                                                        | Tempo  |
| ---- | ------------- | ------------------------------------------------------------- | ------ |
| 1    | Francia       | René Lorain René Tirard René Mourlon Émile Ali-Khan           | 43"0   |
| 2    | Gran Bretagna | William Hill Harold Abrahams Denis Black Victor d'Arcy        | (43"3) |
| 3    | Paesi Bassi   | Albert Heijnneman Jan de Vries Harry van Rappard Cor Wezepoel | (43"5) |
| 4    | Belgio        | Max Houben Julien Lehouck Omer Smet Paul Brochart             | (43"7) |

| Pos. | Nazione   | Atleta                                                          | Tempo  |
| ---- | --------- | --------------------------------------------------------------- | ------ |
| 1    | Svezia    | Agne Holmström William Petersson Sven Malm Nils Sandström       | 43"4   |
| 2    | Danimarca | Henri Thorsen Fritiof Andersen August Sørensen Marinus Sørensen | (43"8) |
| 3    | Sudafrica | Jack Oosterlaak Willie Bukes Henry Dafel Frank Irvine           | (44"0) |
| 4    | Svizzera  | August Waibel Walter Leibundgut Adolf Rysler Josef Imbach       | (44"2) |

### Finale
È ufficializzato solo il tempo della prima squadra classificata.
| Pos.    | Nazione       | Atleta                                                          | Tempo ufficiale | Tempo ufficioso |
| ------- | ------------- | --------------------------------------------------------------- | --------------- | --------------- |
| Oro     | Stati Uniti   | Charlie Paddock Jackson Scholz Loren Murchison Morris Kirksey   | 42"2            |                 |
| Argento | Francia       | René Lorain René Tirard René Mourlon Émile Ali-Khan             |                 | 42"5            |
| Bronzo  | Svezia        | Agne Holmström William Petersson Sven Malm Nils Sandström       |                 | 42"8            |
| 4       | Gran Bretagna | William Hill Harold Abrahams Denis Black Victor d'Arcy          |                 | 43"0            |
| 5       | Danimarca     | Henri Thorsen Fritiof Andersen August Sørensen Marinus Sørensen |                 | 43"3            |
| 6       | Lussemburgo   | Jean Colbach Paul Hammer Jean Proess Alex Servais               |                 | 43"6            |